# おはよう朝ラジ!
『おはよう朝ラジ!』（おはようあさラジ!）は、2010年3月29日から2011年4月1日まで北陸放送（MROラジオ）で月曜日から金曜日7:30 - 8:45に放送されていたラジオ番組。

## 番組概要
- 2010年3月29日に放送開始した自社制作のワイド番組で、同年3月26日に終了した『今日も“シャキ”っと』の後継番組である。また、一部コーナーは前番組から継続されているものがある。
- 『今日も“シャキ”っと』では、パーソナリティは男女ペアとなっていたが、この番組からは北陸放送の女性アナウンサーが単独で担当している。
- 2010年7月5日からは、終了時間が早くなり8:45での終了となった。同時に、9時台に放送された日替わりコーナーも廃止された。
- 9時に放送されている『げつきんワイド!おいね★どいね』が2011年4月に枠拡大するため4月1日をもって番組終了となった。

## 放送時間
- 月曜日 - 金曜日:7:30 - 8:45（JST）
  - 2010年3月29日から2010年7月3日までは9:20で終了。

## 出演

### パーソナリティ
- 堀越純子（月曜 - 水曜）
- 白崎あゆみ（木曜・金曜）

### リポーター
- 丸一都美（月曜・金曜）
- 多川吏江子（火曜）
- 川上陽子（水曜）
- 斉藤清美（木曜）

## タイムテーブル
※太字はネット番組。
- 7:35 - 朝ラジニュース
- 7:40 - 朝ラジウェザー
- 7:45 - 交通情報・交通取締情報
- 7:55 - 朝ラジウェザー
- 8:00 - 話題のアンテナ 日本全国8時です（TBSラジオ）
- 8:15 - 朝ラジウェザー
- 8:20 - 交通情報
- 8:25 - 朝ラジウェザー
- 8:30 - 朝ラジニュース
- 8:35 - 朝ラジ ミニ中継
- 8:42ごろ - エンディング

## 主なコーナー

### 番組終了まで
- 朝ラジニュース・朝ラジウェザー
  - 前者はヘッドラインニュース（スポットニュース）、後者はこれからの天気予報を伝える。
- 交通情報・交通取締情報
  - 日本道路交通情報センターからの交通情報と石川県警察発表の公開取締情報（4月～12月）。この番組からは7時台に交通情報のコーナーが初めて設定され、石川県内のラジオ局では一番早く放送されることになる。
- 朝ラジ ミニ中継
  - リポーターによる街頭からの中継コーナー。前番組から継承。

### 途中打ち切り
- 今日は何の日
  - 今日にまつわる過去の出来事や有名人の誕生日を紹介する。前番組から継承。

## 番組休止時において
- 年末年始での放送については、2010年12月31日と2011年1月3日は番組が休止する。休止時は同時に番組内のコーナーは『話題のアンテナ 日本全国8時です』（1月3日は休止）を除き、すべて休止する。

2010年12月31日の番組
- 7:30 - 8:00：『マイクの1年 報道編』（自社制作）
- 8:15 - 8:45：『マイクの1年 スポーツ編』（自社制作）

2011年1月3日の番組
- 7:30 - 7:50：『由紀さおり 安田祥子 こころの音楽教科書 あしたへ贈る歌』
- 7:50 - 8:00：『純喫茶・谷村新司』（振替放送）
- 8:00 - 8:45：『手相占師 代々木の甥 島田秀平の開運ラジオ2011』